# СР-10

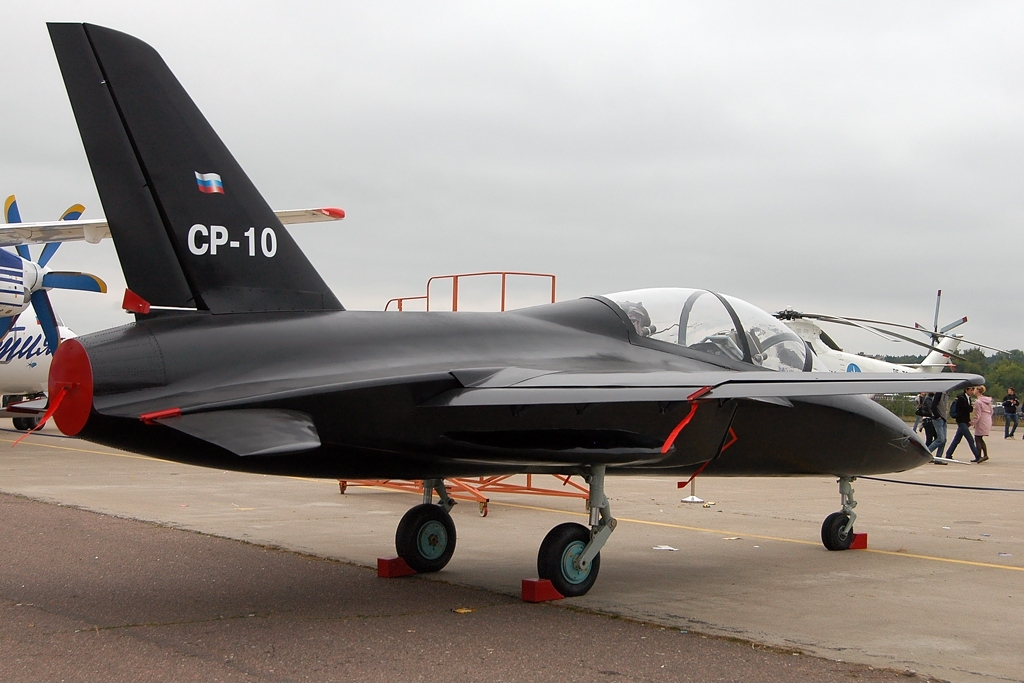
Макет СР-10, Жуковский (Раменское).

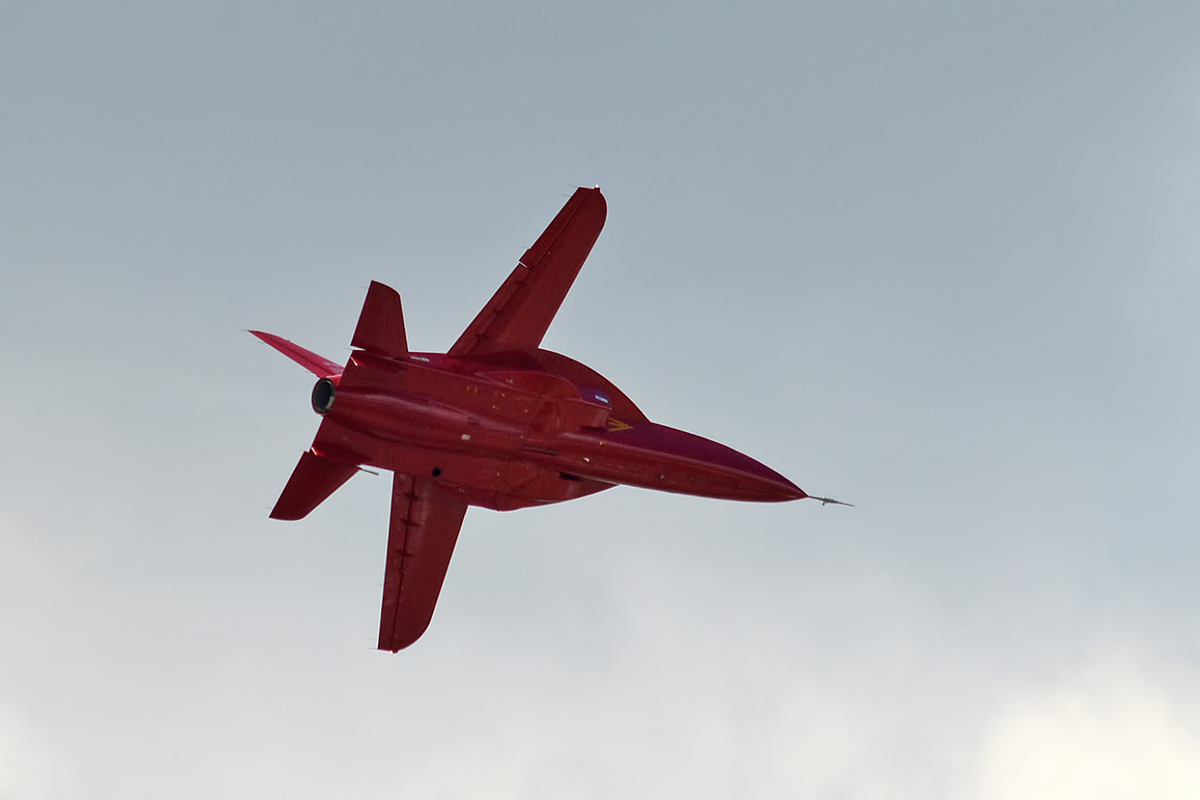
СР-10 в полёте.

СР-10 (СР-10 означает — самолёт реактивный, со стреловидностью крыла −10°), SR-10 — проект российского двухместного спортивно-пилотажного и учебно-тренировочного самолёта.
Самолёт спроектирован в частном конструкторском бюро «Современные авиационные технологии» (КБ САТ), расположенном в городе Москва, в инициативном порядке. Постройка первого образца СР-10 выполнена на опытном производстве КБ САТ под руководством А. Л. Морозова. На 2020 год главным конструктором проекта являлся Яков Иванович Путилов.

## Назначение
Основным назначением самолёта его создатели видят лётную подготовку будущих лётчиков военной авиации и обучение их навыкам пилотирования по трёхступенчатой схеме, когда обучение начинается на винтовых Як-152, затем продолжается на СР-10 и завершается на Як-130 (причиной для применения трёхступенчатой схемы указывается низкая стоимость эксплуатации самолёта по сравнению с Як-130 при его высоких лётных качествах). Эти самолёты должны заменить в ВВС России устаревшие и снятые с производства учебно-тренировочные L-39.
Тем не менее, по состоянию на 2018 год Министерство обороны РФ не планировало использовать СР-10 в учебном процессе.
Также не исключается использование самолёта в гражданской авиации для подготовки лётчиков-спортсменов и пилотов-любителей лёгких реактивных самолётов.
КБ САТ предлагает поставку самолётов, оптимизированных под требования заказчика. Гибкая концепция позволяет выпускать как относительно недорогие варианты с узким кругом решаемых задач, так и оснащённые самым совершенным оборудованием многофункциональные УТС и УБС, в том числе и корабельного базирования. Таким образом, самолёты СР-10 смогут удовлетворить широкий спектр потребностей заказчиков на протяжении ближайших 15-20 лет.

## История создания
2007 год — рождение концепции, начало эскизного проектирования.
Разработка проекта самолёта началась силами двух энтузиастов — Максима Миронова и Сергея Юшина. Главным конструктором самолёта стал Андрей Манжелий.
Первоначально самолёт позиционировался как лёгкий спортивно-пилотажный, но уже в процессе работы над проектом интерес к нему проявили и ВВС России. После анализа соответствующего рынка УТС конструкторы пришли к выводу, что СР-10 может быть использован в качестве замены L-39 для базовой лётной подготовки будущих лётчиков военной авиации. Конструкторы считают, что для освоения СР-10 достаточно иметь первоначальную лётную подготовку на самолёте класса Як-52. По своим лётно-техническим характеристикам СР-10 намного превосходит устаревший L-39 в скороподъёмности, скорости, манёвренности, радиусе виража и, что немаловажно, он легче чешской машины и выигрывает у неё по характеристикам цена/качество.
- Август 2009 года — демонстрация на международном авиасалоне МАКС-2009 полноразмерного макета самолёта[11]. Согласование технического задания с Заказчиком.
- Март 2010 года — получение КБ лицензии на разработку авиационной техники, в том числе двойного назначения.
- Март 2014 года — участие проекта самолёта СР-10 в открытом конкурсе Министерства обороны России на самолёт первоначального обучения.
- 23 августа 2015 года — торжественная выкатка самолёта СР-10 из сборочного цеха в присутствии представителей Министерства обороны и авиапромышленности России.
- 25 декабря 2015 — первый полёт опытного образца самолёта СР-10.
- 30 мая 2016 года — начало этапа предварительных испытаний (ПИ)[12].
- Июнь 2016 — на совещании в Министерстве обороны принято решение о целесообразности продолжения разработки самолёта СР-10 и проведении в 2017 году государственных совместных испытаний (ГСИ)[13]
- В конце 2016 года на Смоленском авиазаводе началось изготовление первого опытного образца СР-10; прототип, прошедший ПИ, является скорее демонстратором, на ГСИ будет представлен опытный самолёт, собранный в Смоленске[14]

С 2016 по 2019 гг. для СР-10 в УПКБ «Деталь» из Каменска-Уральского был разработан пилотажно-навигационный комплекс, специально для этого самолёта.
Лётные испытания
Лётные испытания самолёта начались в конце декабря 2015 года на аэродроме Орешково в Калужской области поднимал машину в воздух заслуженный лётчик-испытатель Ю. М. Кабанов. 

В мае 2016 года лётные испытания самолёта начались на авиабазе в подмосковной Кубинке. Самолёт был окрашен в ярко-красный цвет и отрабатывал посадку с последующим взлётом.
Опытный образец был продемонстрирован в июле 2017 года в рамках лётной программы на авиасалоне МАКС-2017. Тогда же был ананонсирован БПЛА на базе СР-10, который назвали Аргумент.
19 сентября 2020 года СР-10 принял участие в «Русских авиационных гонках», проходивших на аэродроме Орешково.
Серийное производство самолёта намечалось осуществлять на АО «Смоленский авиационный завод» (входит в состав корпорации «Тактическое ракетное вооружение»), вначале в 2018, а позднее перенесли на 2021 год.

## Состояние проекта
В ноябре 2022 года Генеральный директор КБ «Современные авиационные технологии» (САТ) Максим Миронов сообщил, что проект самолёта СР-10 заморожен.
Выпущенный в единственном экземпляре самолет находится на аэродроме Орешково в Калужской области.

## Конструкция

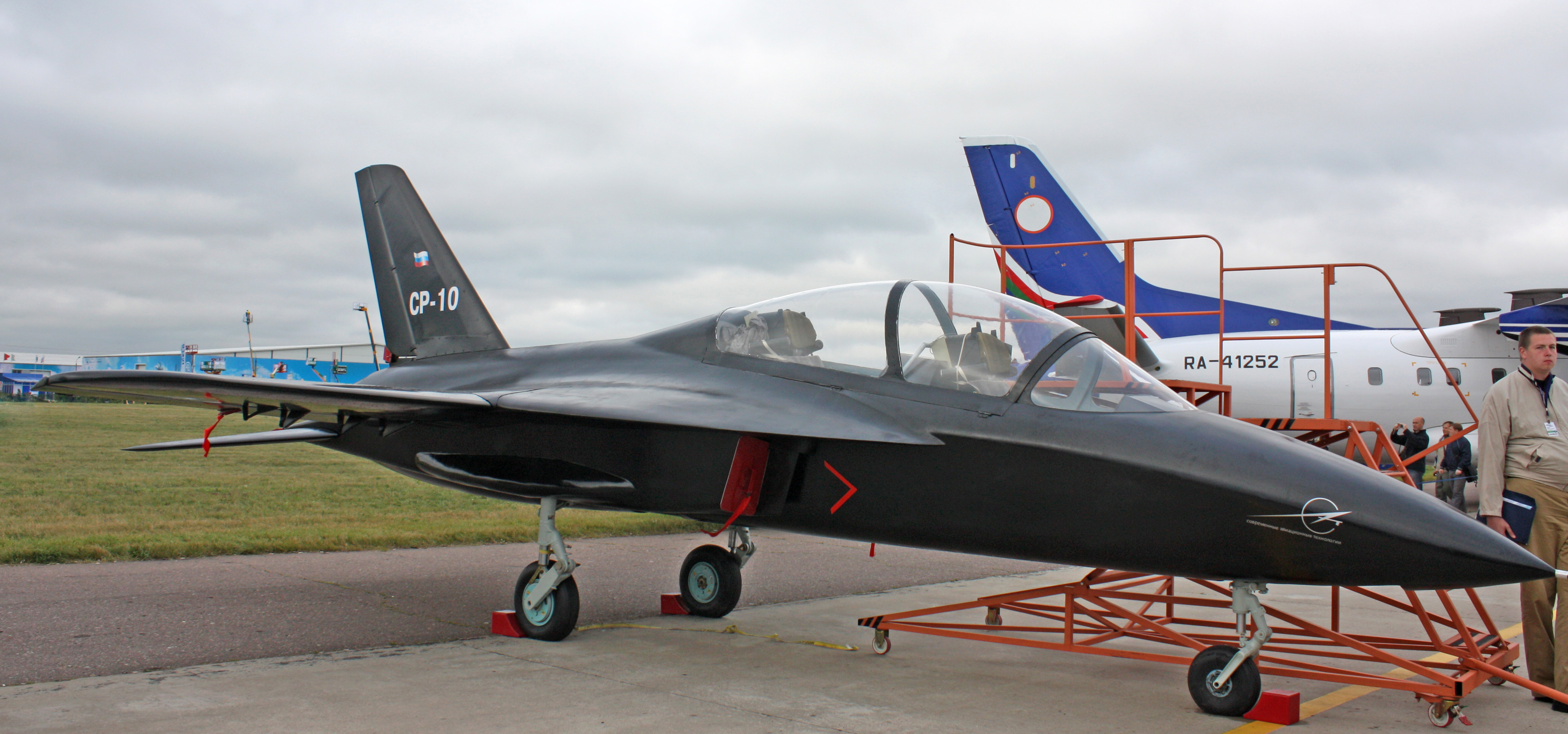
Самолёт на МАКСе 2009

Самолёт СР-10 выполнен по нормальной аэродинамической схеме с высокорасположенным крылом обратной стреловидности, однокилевым вертикальным оперением и цельноповоротным стабилизатором. Такая компоновка позволяет выполнять фигуры высшего пилотажа с использованием элементов сверхманёвренности, которые характерны для истребителей поколения 4 и 4+, максимальные расчётные перегрузки при выполнении фигур высшего пилотажа составляют +8 −6.
Самолёт оборудован герметичной кабиной. Пилоты в двухместной кабине размещаются по схеме тандем, катапультные кресла К-93-10 класса «0 — 0» обеспечивают спасение экипажа во всём диапазоне высот и скоростей полёта.
Ключевым элементом аэродинамической компоновки является высокорасположенное крыло с умеренной обратной стреловидностью (-10°) и развитым корневым наплывом. Такая форма крыла позволяет добиться высоких несущих свойств на больших углах атаки, что обеспечит повышенную манёвренность самолёта. Развитый наплыв в сочетании с умеренной обратной стреловидностью крыла позволяет сохранить упорядоченное обтекание всей поверхности крыла до больших значений угла атаки. Одновременно, применение крыла обратной стреловидности обеспечивает сохранение демпфирующих свойств крыла и эффективности элеронов до больших углов атаки, а в сочетании с корневым наплывом имеет лучшие характеристики поперечной устойчивости на больших углах атаки в сравнении с крылом прямой стреловидности.
Применение композиционных материалов существенно уменьшило вес планера. Современные технологические решения, использованные в конструкции планера, позволяют минимизировать затраты на подготовку производства, а также получить относительно недорогую, отвечающую современным требованиям машину.

### Силовая установка
Первый прототип — самолёт-демонстратор оснащён двухконтурным турбореактивным двигателем АИ-25ТСР (модификация АИ-25ТЛ) тягой 1750 кгс конструкции ГП «Запорожское машиностроительное конструкторское бюро Прогресс» им. академика А. Г. Ивченко.
В серию самолёт пойдёт с российским двигателем АЛ-55 вместо украинского. При подготовке самолёта к серийному производству будет проведена адаптация УТС под двигатель АЛ-55.

### Авиационное оборудование
Система управления самолётом — механическая с гидроусилителями.
Система кондиционирования воздуха обеспечивает поддержание комфортной температуры в кабине, как в ручном, так и в автоматическом режимах. Кислородная система обеспечивает работу экипажа на больших высотах, а система питания противоперегрузочного костюма улучшает переносимость лётчиком высоких перегрузок.
По требованию заказчика кабина может оснащаться как аналоговыми электромеханическими приборами, так и современными многофункциональными индикаторами. Начиная с первого опытного образца самолёт будет оснащён «стеклянной кабиной».

## Лётно-технические характеристики
| Данные                        | СР-10   | Як-130    | Aero L-39 | Як-30     |
| ----------------------------- | ------- | --------- | --------- | --------- |
| Год первого полёта            | 2015    | 2004      | 1968      | 1960      |
| Тип ТРД                       | АИ-25ТЛ | АИ-222-25 | АИ-25ТЛ   | РУ-19-300 |
| Вспомогательная СУ            | нет     | ТА-14-130 | Сапфир-5  | нет       |
| Взлётная тяга, кгс            | 1720    | 2×2500    | 1720      | 900       |
| Масса пустого, кг             |         | 4600      | 3395      | 1514      |
| Наибольшая взлётная масса, кг | 2700    | 9000      | 4700      | 2250      |
| Макс. скорость, км/ч          | 900     | 1050      | 760       | 660       |
| Практический потолок, м       | 6000    | 12500     | 11500     | 14000     |
| Практическая дальность, км    | 1500    | 1600      | 1015      | 965       |
| Допустимая перегрузка, ед.    | +9/−6   | +8/−3     | +8/−4     |           |